# Dicerca sexualis
Dicerca sexualis – gatunek chrząszcza z rodziny bogatkowatych i podrodziny Chrysochroinae.
Gatunek ten został opisany w 1873 roku przez G.R. Crotcha.
Chrząszcz o umiarkowanie tęgim i wypukłym ciele długości od 14 do 17,5 mm u samców i od 12,3 do 20 mm u samic. Ubarwienie może mieć od miedzianego po prawie czarny, na spodzie bardziej błyszczące i fioletowo podbarwione. Czułki ma o drugim członie znacznie krótszym od trzeciego. Głowę ma spłaszczoną, grubo punktowaną, z jedną wyniosłością na czole (poprzeczną) i dwoma na ciemieniu. Pokrywy są krótko owłosione z nagimi, podłużnymi wyniosłościami, z których nasadowe są połączone z innymi z trzeciego międzyrzędu poprzez smukłą listewkę. Wierzchołek pokryw jest zwężony, słabo wystający i na końcu ścięty lub lekko wykrojony. Samce bez zęba na goleniach odnóży środkowej pary. Samice charakteryzuje pełny brzeg ostatniego z widocznych sternitów odwłoka.
Owad ten zasiedla wybrzeże pacyficzne Kanady i Stanów Zjednoczonych od Kolumbii Brytyjskiej po południową Kalifornię. Niepewny rekord pochodzi z Nowego Meksyku. Larwy przechodzą rozwój w sośnie sękatej, sośnie Jeffreya i daglezji zielonej.